# Магически реализъм
Вижте пояснителната страница за други значения на Реализъм.
Магическият реализъм е литературен стил, при който магически и фолклорни елементи се вмъкват в привидно реалистичния контекст. Този похват е използван в различни култури и епохи, но днес се свързва най-вече с латиноамериканския литературен бум през 20 век.
Класически текст на магическия реализъм е романът „Сто години самота“ на Габриел Гарсия Маркес, публикуван през 1967 година. Други известни представители на това направление са Жоржи Амаду, Марио Варгас Льоса, Карлос Фуентес, Алехо Карпентиер, Мигел Анхел Астуриас, Исабел Алиенде, Лаура Ескивел, Дино Будзати, Итало Калвино, Хорхе Луис Борхес.
Според някои в българската литература виден представител на магическия реализъм е Йордан Радичков, макар това да е подлагано на съмнение от други.